# The Action
The Action brittiskt mod- och rockband som bildades i norra London 1963, men då gick gruppen under The Boys. Först 1965 bytte man till The Action. Gruppen hade ett sound liknande den mer kända mod-gruppen The Small Faces.
1967–1968 spelade The Action in demos som inte släpptes förrän 1995. Dessa demos släpptes först under namnet Brain (The Lost Recordings 1967/68) och senare 1997 som Rolled Gold. Dessa inspelningar var bandets första originalinspelningar och är en blandning av pop, mod och psykedelia. Låtarna är mycket uppskattade och anses vara bland de bästa och mest underskattade från 60-talet. Låten "Brain" har använts i den amerikanska komedifilmen Observe and Report (2009)
Bandet fortsatte sedan under namnet Mighty Baby utan Reg King och fick ett sound ännu mer åt psykedelisk rock.

## Medlemmar
Originalmedlemmar:
- Reg King (f. Reginald King 5 februari 1945 i Paddington, London, död 8 oktober 2010 i Belvedere, Kent) – sång
- Alan 'Bam' King (f. 18 september 1945 i Muswell Hill, London) – gitarr, sång
- Mike "Ace" Evans (f. Michael Evans 10 juli 1944 i Henley, Berkshire, död 15 januari 2010 i London) – basgitarr, sång
- Roger Powell (f. 4 juli 1945 i Camden Town, London) – trummor

Senare medlemmar:
- Peter Watson (f. 1945 i Kings Cross, London) – sologitarr
- Ian Whiteman (f. 18 maj 1945 i Saffron Walden, Essex) – keyboard
- Martin Stone (f. 11 december 1946 i Wokingham, Surrey) – gitarr

## Diskografi

### Singlar
Som Sandra Barry and The Boys
- "Really Gonna Shake" / "When We Get Married" (1964)

Som The Boys
- "It Ain't Fair" / "I Want You" (1964)

Som The Action
- "Land Of One Thousand Dances" / "In My Lonely Room" (1965)
- "I'll Keep Holding On" / "Hey Sha-Lo-Ney" (1966)
- "Baby, You've Got It" / "Since I Lost My Baby" (1966)
- "Never Ever" / "Twenty Fourth Hour" (1967)
- "Shadows and Reflections" / "Something Has Hit Me" (1967)
- "The Harlem Shuffle" / "Wasn't It You" (1968)

EP (utgiven i Frankrike)
- Shadows and Reflections / Something Has Hit Me / Never Ever / Twenty Fourth Hour (1967)

### Album
Samlingsalbum (urval)
- Brain (The Lost Recordings 1967/68) (1995)
- The Ultimate Action (1980)
- Action Packed! (2001)
- Uptight and Outasight (2005) (2-CD)
- The New Action! (2018)